# ماهیان صخره‌های مرجانی
ماهیان صخره‌های مرجانی (به انگلیسی: coral reef fish)، ماهیانی هستند که در بین یا نزدیک صخره‌های مرجانی زندگی می‌کنند. صخره‌های مرجانی اکوسیستم‌های پیچیده‌ای را با تنوع زیستی تشکیل می‌دهند. در میان ساکنان بی شمار در این صخره‌ها، ماهی‌های رنگارنگ و جالب توجهی وجود دارد. در مساحت کوچکی از یک صخره سالم صدها گونه ماهی می‌تواند وجود داشته باشد و بسیاری از آنها مخفی شده یا به خوبی استتار کرده‌اند. ماهی‌های صخره‌ای تخصص‌های هوشمندانه زیادی را برای بقا در صخره‌ها ایجاد کرده‌اند.
صخره‌های مرجانی کمتر از یک درصد مساحت سطح اقیانوس‌ها را تشکیل می‌دهند اما خانه ۲۵ درصد از گونه‌های ماهیان دریایی را تأمین می‌کنند. زیستگاه‌های صخره ای با زیستگاه‌های آب‌های آزاد که دیگر ۹۹ درصد اقیانوس‌های جهان را تشکیل می‌دهند، در تضاد شدیدی می‌باشد.
به هر حال از دست دادن و تخریب زیستگاه صخره‌های مرجانی، افزایش آلودگی و صید بی‌رویه از جمله استفاده از شیوه‌های ماهیگیری مخرب، بقای صخره‌های مرجانی و ماهی‌های صخره ای که در این صخره‌ها زندگی می‌کنند را تهدید می‌کند.

## نظر اجمالی

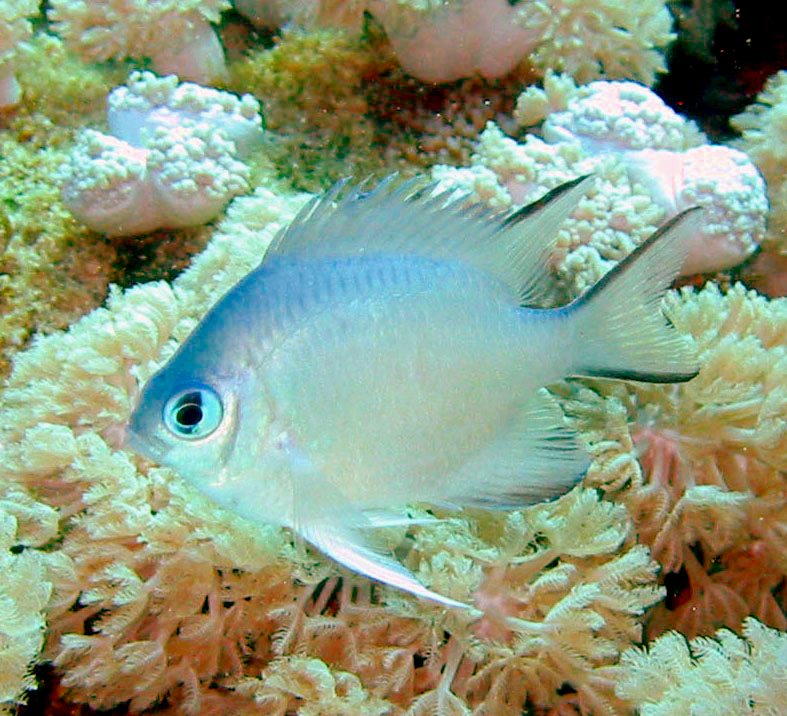
ماهیان صخره‌های مرجانی

صخره‌های مرجانی نتیجه میلیون‌ها سال هم فرگشتی میان جلبک‌ها، بی‌مهرگان و ماهیان می‌باشد. آنها انبوه شده و تبدیل به زیستگاه‌هایی پیچیده شده‌اند و ماهیان از بسیاری از جهت‌ها برای بقا فرگشت یافته‌اند. اکثر ماهیانی که در صخره‌های مرجانی یافت می‌شوند از نوع پرتوبالگان هستند که از مشخصات آنها می‌توان به پرتوهای تیز و استخوانی و وجود تیغ در باله‌های آنها، اشاره کرد. این تیغ‌ها دفاع قدرتمندی را ارائه می‌دهند و زمانی که بلند نگه داشته می‌شوند معمولاً می‌توانند در جای خود قفل شوند یا سمی هستند.

## تنوع و پراکندگی
صخره‌های مرجانی دربردارندهٔ متنوع‌ترین مجموعه‌های ماهی می‌باشد و احتمالاً بین ۶۰۰۰ تا ۸۰۰۰ گونه در اکوسیستم صخره‌های مرجانی اقیانوس‌های جهان زندگی می‌کنند.
مکانیسم‌هایی که در ابتدا منجر به تمرکز گونه‌های ماهی در صخره‌های مرجانی و بعداً ادامه یافتن تأمین آن، در ۵۰ سال گذشته به شکل گسترده‌ای مورد بحث قرار گرفته‌است. درحالی‌که دلایل بسیاری مطرح گردیده شده، هیچ اجماع علمی کلی در مورد اینکه کدام یک از این دلایل تأثیر بیشتر داشته‌است وجود ندارد، اما به نظر می‌رسد که سیری از تعدادی عامل در این امر نقش دارد. ازاین عوامل می‌توان به پیچیدگی غنی زیستگاه و تنوع ذاتی در اکوسیستم‌های صخره‌های مرجانی، تنوع گسترده و در دسترس بودن موقتی منابع غذایی موجود برای ماهیان صخره‌های مرجانی، میزبان مجموعه ای از فرآیندهای زیستگاهی برای قبل و بعد از لارو، و تعاملات هنوز حل نشده بین همه این عوامل را می‌توان اشاره کرد.
دو ناحیه عمده صخره مرجانی شناخته شده‌است. ایندو پسیفیک (که شامل اقیانوس آرام و اقیانوس هند و همجنین دریای سرخ می‌شود) و آتلانتیک غربی گرمسیری (که به عنوان کارائیبی بزرگتر یا پهناورتر شناخته می‌شود). هر یک از این منطقه دربردارنده ماهیان صخره ای مرجانی خاص خود بوده که هیچ همپوشانی طبیعی ای در گونه‌ها مشاهده نمی‌شود. از بین این دو ناحیه، از لحاظ غنی بودن در در تنوع گونه‌های ماهیان صخره‌های مرجانی ایندو پسیفیک می‌باشد که حدود ۴۰۰۰ تا ۵۰۰۰ نوع ماهی را مرتبط با زیستگاه‌های صخره ای مرجانی در خود جای داده‌است. در ناحیه دیگر، یعنی منطقه کارائیبی بزرگتر ۵۰۰ تا ۷۰۰ نوع یافت می‌شود.

## سازگاری ماهیان صخره ای

### شکل بدن
شکل بدن بسیاری از ماهیان صخره ای نسبت شکل بدن ماهیان آب‌های آزاد تفاوت دارد. ماهیان آب‌های آزاد معمولاً با داشتن سرعت در دریای آزاد سازگار شده‌اند، مانند ماهی اژدر (ماهی برق) بدنشان دارای آب لغزی بوده تا هنگام حرکت در آب، اصطکاک را به حداقل برساند.